# 黃泥涌村

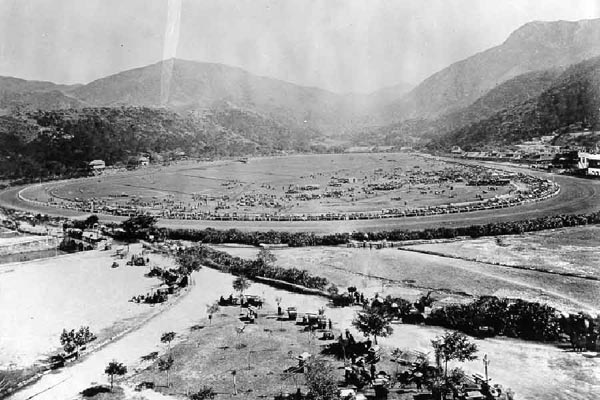
背景為黃泥涌村，前景是1873年的跑馬地馬場。

黃泥涌村是香港昔日一條村落，位於香港島黃泥涌谷一帶，今快活谷馬場及其南面部份。
黃泥涌村是一個百年古老小農村，村民吳姓及葉姓，在黃泥涌谷種養稻米、蔬菜、活豬及家禽為生。也有些以採石建築村屋及買賣石材物料為業。石材主要來自摩理臣山。

## 歷史
1840年代初，英國人原計劃發展黃泥涌村附近作為商業中心，不過入住該地的白人很多都會死於瘧疾、熱症，香港政府唯有取消此發展項目。离世的英國人多數土葬於附近，因此後稱「快活谷」或「愉園」。經考究此傳染病來自黃泥涌谷的水田滋生的蚊蟲，所以政府把原有稻田和菜園的谷地填平，並於1846年改建成賽馬場。原居民被安置到晉源街、桂芳街、聯興街等地。
及後，黃泥涌村慢慢被都市化，建成為成和道、景光道、毓秀街、昌明街、奕蔭街、集祥街、棉發街等跑馬地住宅區。

## 鄰近建築

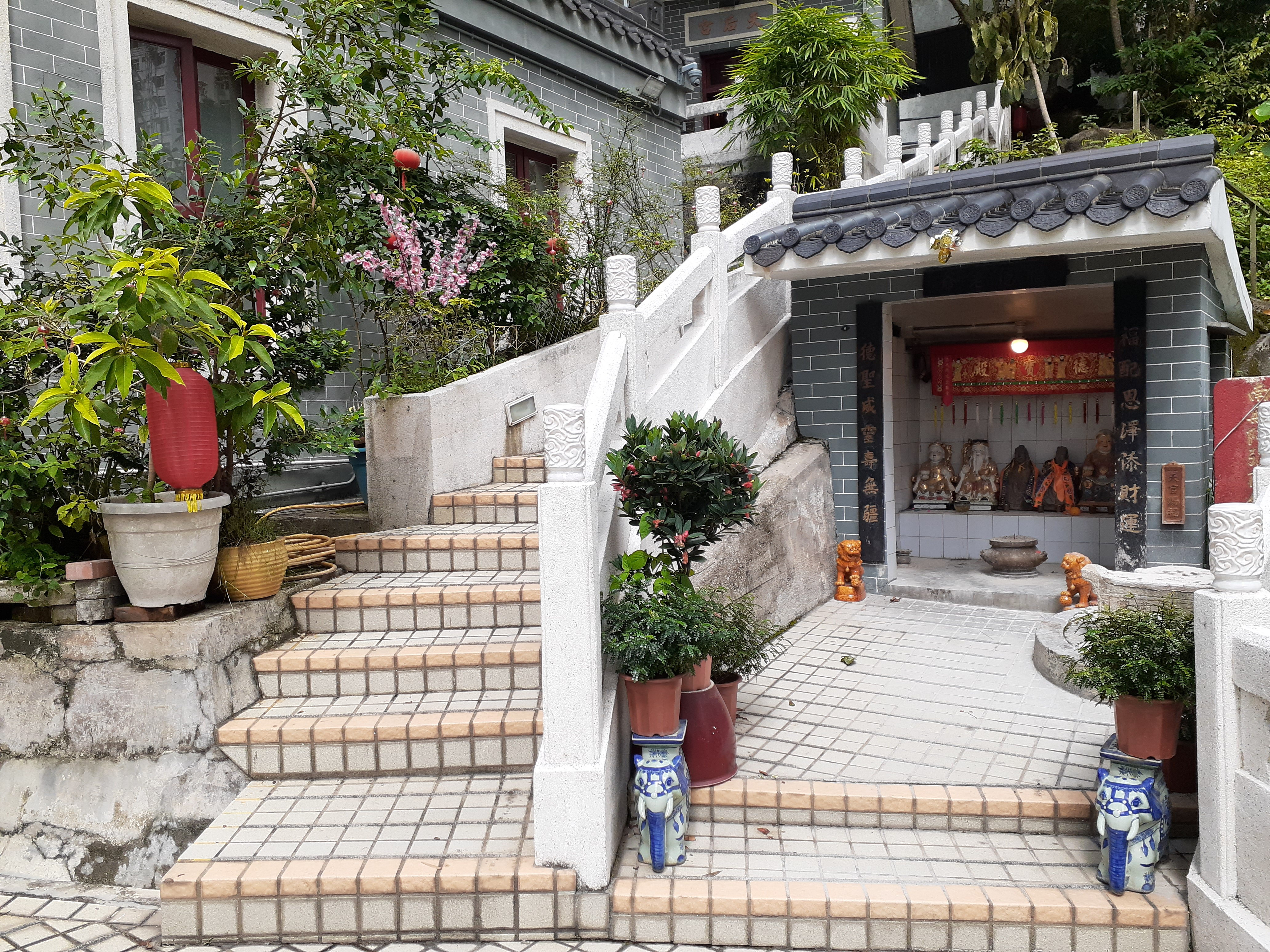
跑馬地北帝譚公廟

- 跑馬地北帝譚公廟：位於藍塘道與雲地利道之交界，在1901年由黃泥涌村村民興建。之後於1928年重建，在雲地利道的路邊小山坡上，善信要徒步石級十數而至其廟宇，其後座為天后宮，兩側為百家祠，石級高處可以居高回望藍塘道路口。
- 愉園：現址是養和醫院，數十年前是一處遊樂埸，名為愉園遊樂場，場內有亭台樓閣、假山等中式佈局，開業之時有新鮮感，之後原地改為療養院，再之後改建成為著名私家醫院。

## 外部連結
- 香港地方: 黃泥涌村村民建有跑馬地北帝譚公廟 （页面存档备份，存于）
- 攝於一八七三年之馬場全景，背景為黃泥涌村
- 開埠以前，黃泥涌村在現稱的跑馬地為中心的山谷一帶。